# Rollsickenfass

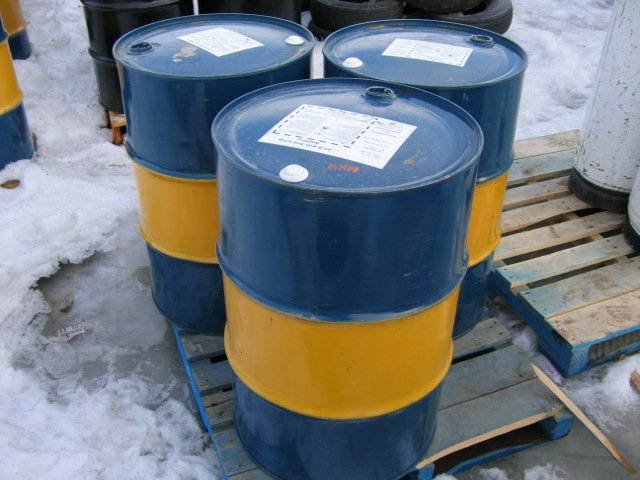
Rollsickenfässer

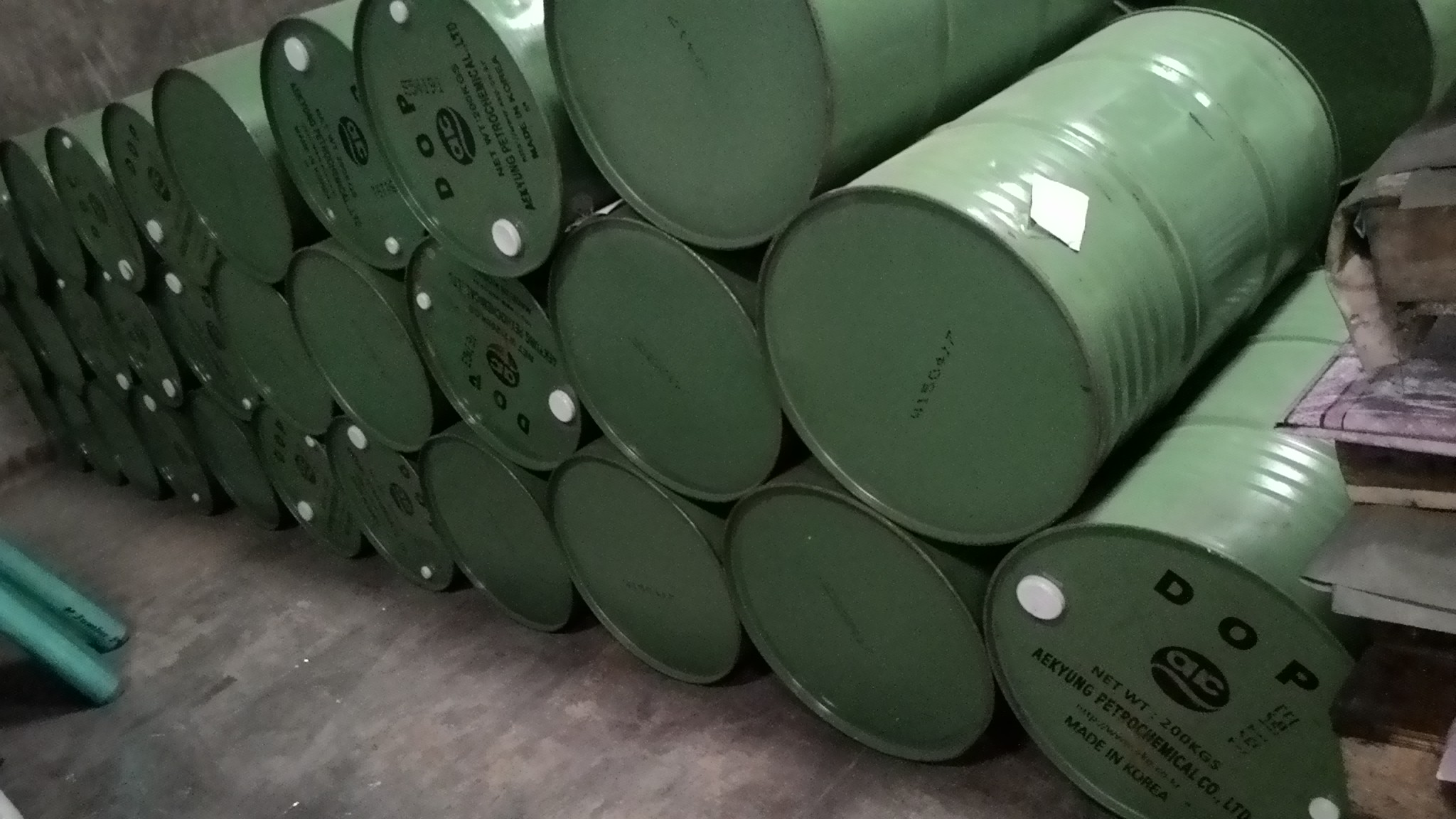
Eine Reihe von Rollsickenfässern

Ein Rollsickenfass ist ein Fass aus Stahl, welches zur leichteren Transportierbarkeit und höheren Stabilität gesickt ist. Der Inhalt beträgt standardmäßig 55 Gallonen bzw. 216,5 l, und sie dienen überwiegend dem Transport flüssiger Brennstoffe und Chemikalien.
Rollsickenfässer wurden kurz vor 1900 erfunden. Das Herstellungsverfahren ist seitdem weitgehend unverändert: Die Bleche für die Fassrümpfe werden auf einer Biegemaschine in Form gebracht und danach elektrisch zusammengeschweißt. Anschließend werden die Sicken in das Blech gedrückt und Boden sowie Deckel angefalzt. Die Wandstärke beträgt 0,8 bis 1,4 mm.
Übliche Fässer mit einem Fassungsvermögen von 205 l haben
- einen größten Außendurchmesser von 585 mm
- einen Innendurchmesser von 572 mm
- eine Höhe von 884 mm.[5]

Ähnliche Fässer werden in Größen von 30 l bis 220 l hergestellt.

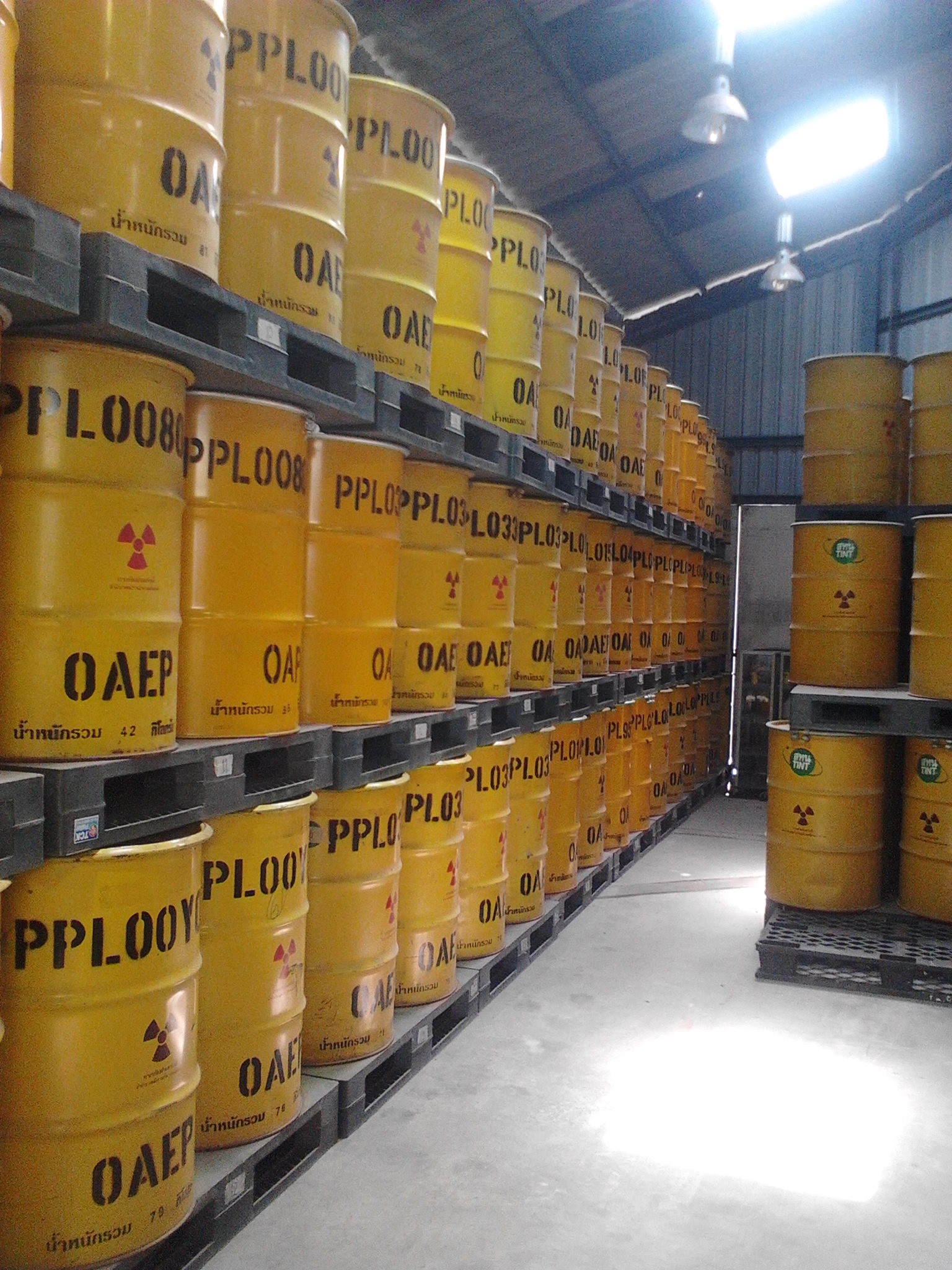
Rollsickenfässer für die Lagerung von radioaktiven Abfällen

Bekannt sind Rollsickenfässer zudem durch ihren Einsatz als Abfallfässer in der Kerntechnik. Die gängigste Größe ist hier das 200-l-Fass, wenngleich Größen von bis zu 560 l angeboten werden. Je nach Anwendungszweck können die Fässer auch mit Einbauten oder Abschirmung versehen sein.
Eine ähnliche Bauform von Fässern ist das Rollreifenfass, bei dem reifenartige Verstärkungen am Fassmantel angebracht sind.

## Geschichte

Eisernes Rollreifenfass der Wehrmacht, 1941
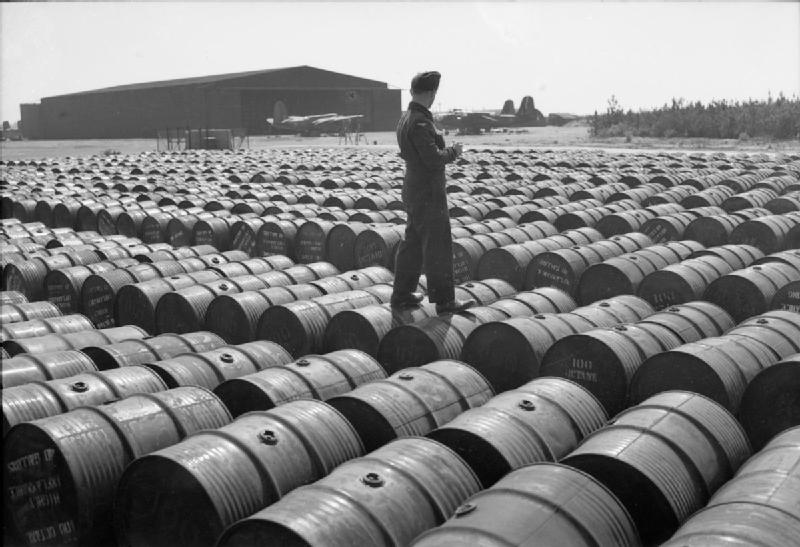
Fässer mit Flugzeugtreibstoff (England, 1943–45)
Anlanden von Fässern (Philippinen, 1945)
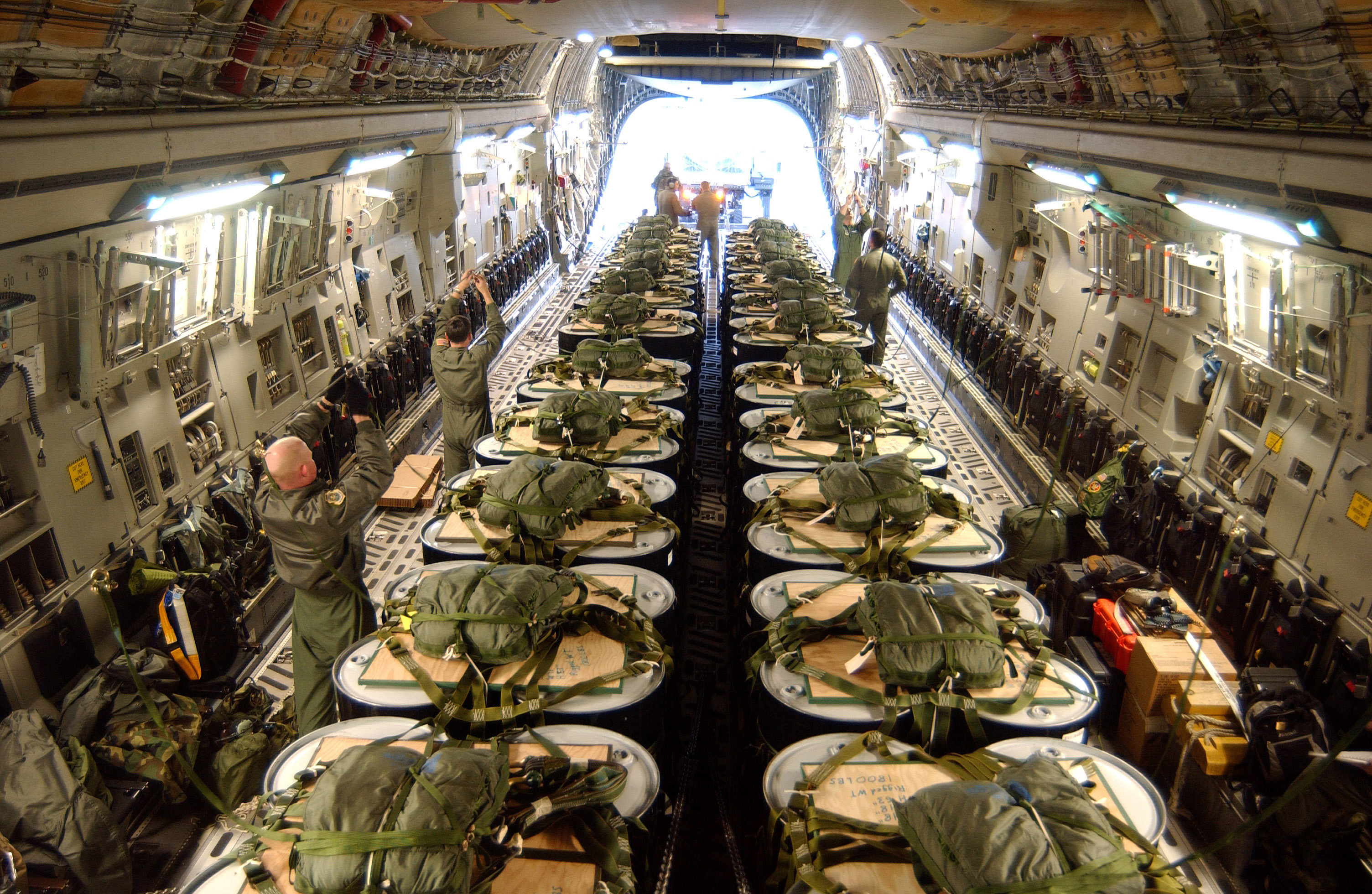
Beladen eines Flugzeugs mit Fässern zum späteren Luftabwurf (2005)